# Phoxinus
Phoxinus – rodzaj ryb z rodziny karpiowatych (Cyprinidae).

## Występowanie
Europa, Azja Północna i Środkowa.

## Klasyfikacja
Gatunki zaliczane do tego rodzaju:
- Phoxinus bigerri
- Phoxinus brachyurus
- Phoxinus colchicus
- Phoxinus issykkulensis
- Phoxinus keumkang
- Phoxinus lumaireul
- Phoxinus oxycephalus
- Phoxinus oxyrhynchus
- Phoxinus phoxinus – strzebla potokowa[3]
- Phoxinus poljakowii
- Phoxinus semotilus
- Phoxinus septimaniae
- Phoxinus steindachneri
- Phoxinus strandjae
- Phoxinus strymonicus
- Phoxinus tchangi
- Phoxinus ujmonensis

Gatunkiem typowym jest Cyprinus phoxinus (Ph. phoxinus).

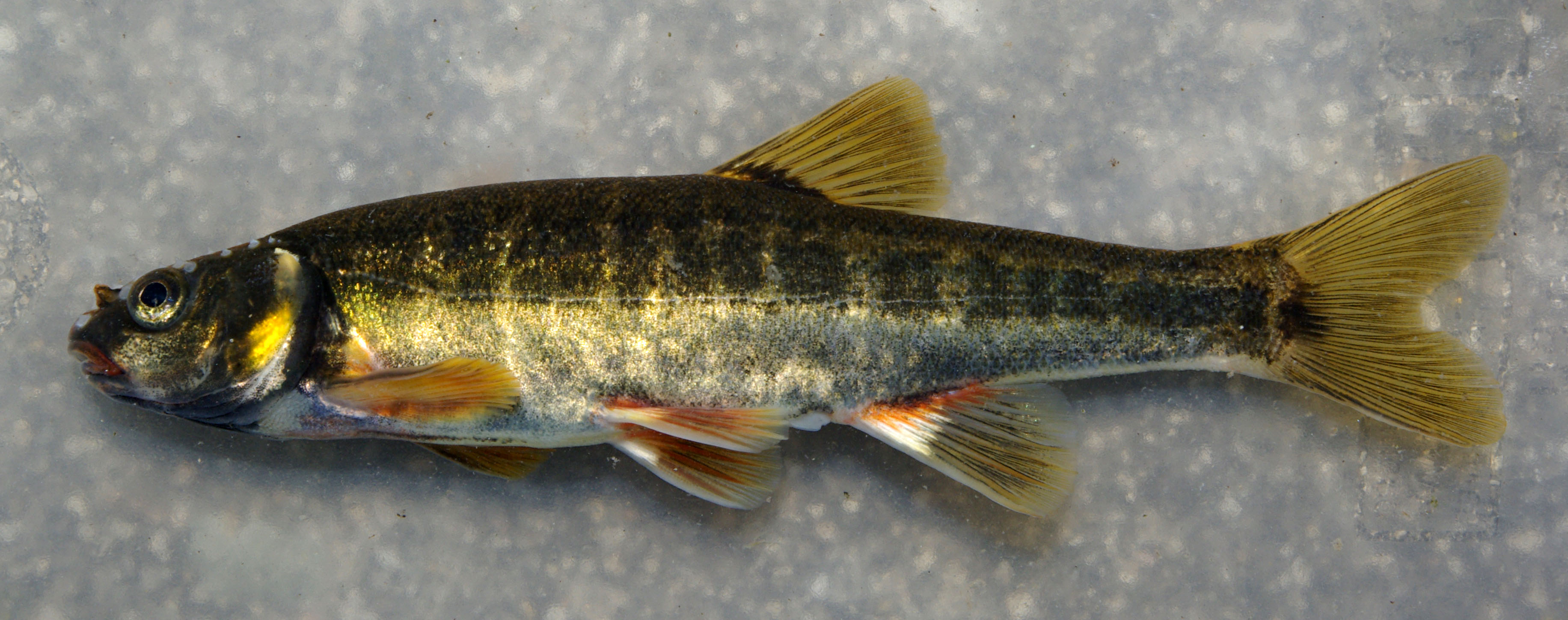
Phoxinus bigerri